# Represión política en Venezuela

Respuesta militar durante el Caracazo.

La represión política en Venezuela ha sido tan antigua como la existencia de la república, y ha sido llevada a través de inhabilitaciones políticas, destierros, detenciones, desapariciones forzadas, tortura y asesinatos a opositores. Algunos gobiernos de turno han consolidado su poder a través de censura a los medios, por lo cual en ocasiones se conoció la represión después de que los mismos gobiernos terminaran, como en el caso de la dictadura de Juan Vicente Gómez y la de Marcos Pérez Jiménez.
Distintos gobiernos de la historia de Venezuela también han sido acusados de estar involucrados en planes para cambiar gobiernos de otros países, a través de invasiones militares o financiamiento ilegal a guerrillas y/o campañas políticas.

## Historia

### SigloXVI
La capitulación firmada por el rey Carlos I del Imperio español le dio a la familia Welser de Augsburgo la posibilidad de nombrar sus propios gobernadores, usar a los indígenas como mano de obra forzada: «Otrosí, vos doy licencia y facultad a vos y a los dichos pobladores para que a los indios que fueren rebeldes siendo amonestados y requeridos los podáis tomar por esclavos», y de traer hasta 4.000 esclavos desde África.
El Imperio español dio por terminado el acuerdo por incumplimiento del contrato, enviando al conquistador Juan de Carvajal a asesinar a los alemanes, que no habían logrado sus expectativas coloniales, terminando así la colonización alemana de América.

### SigloXIX

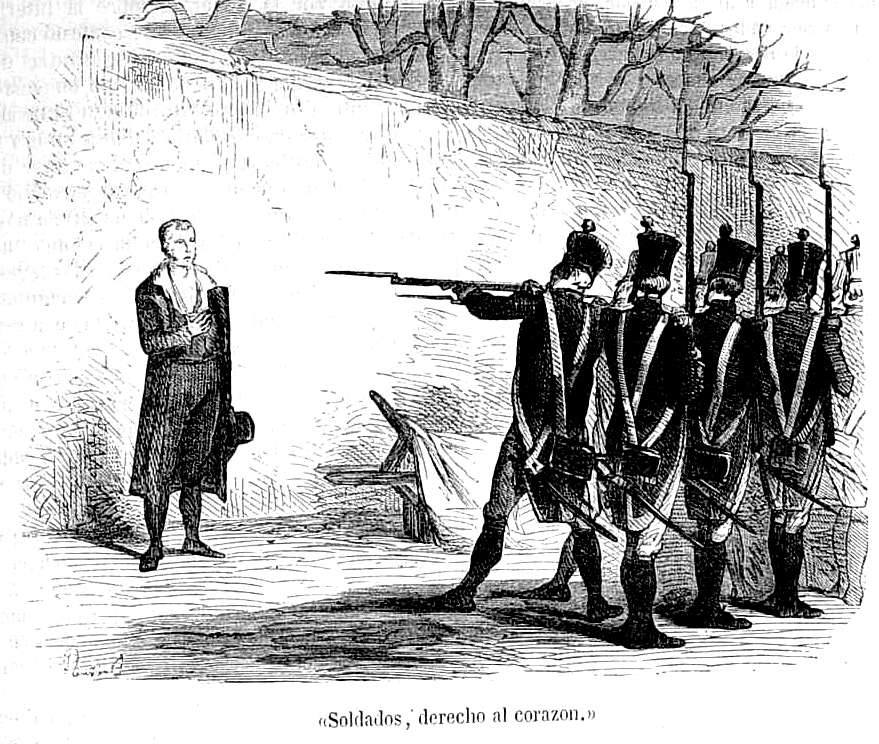
Fusilamiento de Manuel Piar.

Simón Bolívar le decretó la guerra a muerte a los colonizadores españoles en América en 1813, en el contexto de las guerras independentistas contra el Imperio español. Según él, a lo largo de la guerra «todos los españoles europeos y canarios fueron casi sin excepción fusilados». La campaña emprendida por los revolucionarios independentistas de 1819 permitió crear un aparato político y militar que habilitó la posibilidad de expulsar a los españoles. En 1817 un Consejo de guerra designado por Bolívar condenó a muerte al general patriota Manuel Piar.
Al fundarse la Gran Colombia se decretó la expulsión de toda la población española del territorio de la Gran Colombia que no demostrase su participación en el movimiento independentista. Existen registros de la expulsión de 3555 españoles, quienes se refugiaron en Puerto Rico.

#### Monagato
A inicios del Monagato ocurrió el asalto al Congreso de Venezuela de 1848 el cual provocó la muerte de 4 diputados, entre ellos Santos Michelena, tras este hecho el Congreso quedó sometido a la autoridad personal del presidente José Tadeo Monagas.  Durante el Monagato se restringió la libertad de prensa y varios periódicos fueron cerrados.

#### Guzmanato

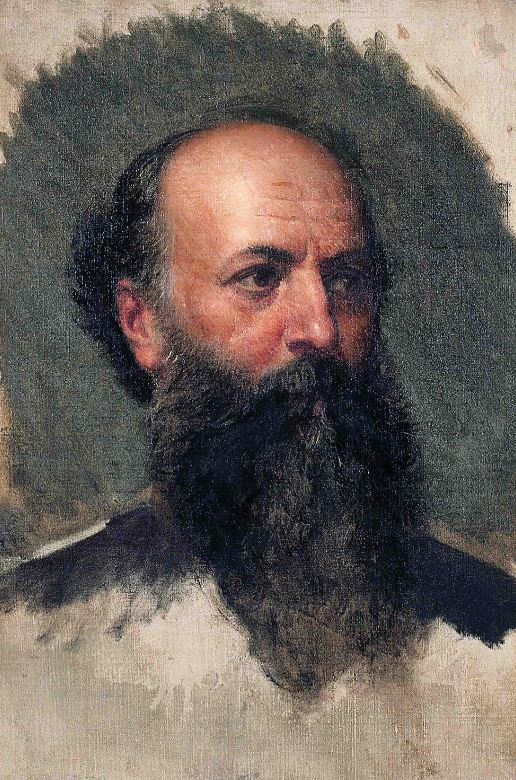
El caudillo Antonio Guzmán Blanco censuró la prensa y persiguió a sus adversarios.

El guzmanato fue una época de alta represión política, con numerosos presos políticos y sin libertad de prensa. En 1872 el general Matías Salazar es sentenciado a muerte. Esto a pesar de estar prohibido dicha condena en la Constitución nacional. En 1881 Eusebio Baptista fue arrestado por criticar la reforma constitucional impulsada por Antonio Guzmán Blanco.

### SigloXX

#### Dictadura de Cipriano Castro

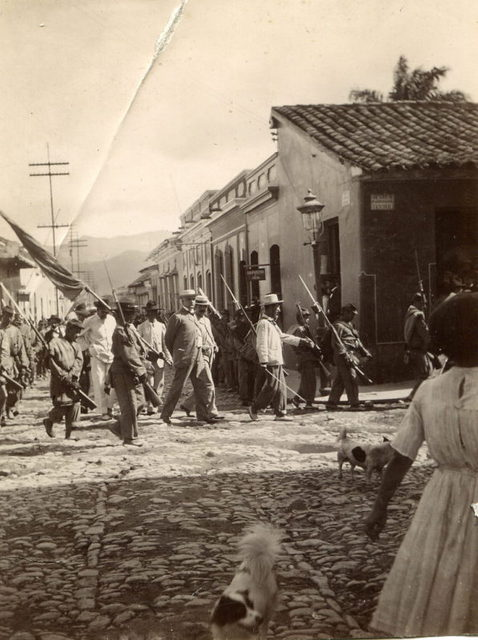
Banqueros obligados a caminar encadenados por Caracas.

En 1900 Cipriano Castro solicitó un empréstito al sector financiero y obtuvo respuesta negativa, en consecuencia mandó a funcionarios del Ejército a detener a los dueños de los bancos en sus oficinas y hacerlos desfilar encadenados por las calles de Caracas. En 1907 el general Antonio Paredes fue ejecutado sumariamente por órdenes de Cipriano Castro.

#### Dictadura de Juan Vicente Gómez
El gobernador Luis Mata Illas había sido parte de La Conjura, en contra del entonces vicepresidente Juan Vicente Gómez. Eustoquio Gómez, primo de Gómez, asesinó a Mata Illas en una borrachera en 1907. Eustaquio fue hallado culpable y el juez Juan José Abreu ratificó una condena de 15 años de prisión en contra suyo durante 1909. Gómez, ya presidente de Venezuela, manifestó su desacuerdo con el asunto, lo que terminó en la liberación de Eustoquio Gómez y su posterior designación como presidente encargado del Estado Táchira, mientras que el juez Abreu fue llevado a prisión.
Durante la dictadura de Juan Vicente Gómez miles de venezolanos se marcharon al destierro y centenares de presos políticos fueron enviados a trabajar en la construcción de carreteras. Se retomaron las concesiones petroleras que se habían derogado durante la dictadura de Cipriano Castro, otorgándoselas a los monopolios petroleros internacionales de la época, a los cuales se les entregó una gran parte del territorio nacional y se les garantizó un ambiente propicio para su accionar basado en la represión de la dictadura hacia sus ciudadanos.
Tomás Funes asesinó al gobernador Roberto Pulido durante la Noche de los machetes, haciéndose con el control de Amazonas entre 1913 y 1921, donde sus propios registros, se cometieron 480 asesinatos durante su gobierno, esclavizando habitantes indígenas de la zona. Existen registros que contabilizan la muerte de unos 2000 habitantes indígenas makiritare por su accionar represivo. Gómez dejó a Funes gobernar todo ese tiempo, nombrando a un sucesor recomendado por el propio Funes en una ocasión.

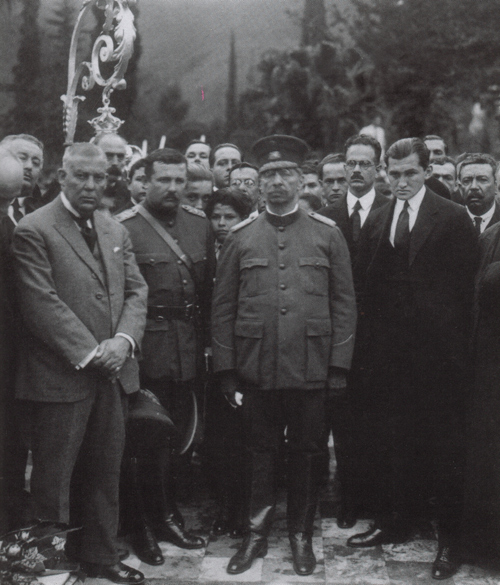
El dictador Juan Vicente Gómez en el funeral de su hermano, el vicepresidente Juan Crisóstomo Gómez en 1923. Su asesinato significó el inicio de una purga política gomecista.

En 1923 el asesinato de Juan Crisóstomo Gómez, hermano de Gómez y vicepresidente del país, ocurrido en circunstancias misteriosas en el Palacio de Miraflores, sirvió a la dictadura para la justificación de una purga política en Venezuela, arrestando ese año al escritor Job Pim y al caricaturista Leo, los directores del semanario humorístico Fantoches, que había sido fundado ese año y que ordenó cerrar después de dichas detenciones. El juez Horacio Chacón vinculó a los presuntos implicados, entre ellos Isidro Barrientos, y les dictó sentencia de 20 años en la cárcel de La Rotunda, donde estuvieron un tiempo hasta que la policía gomecista, La Sagrada, los sacó de allí, drogándolos, torturándolos, y asesinándolos a balazos. Gómez tardó meses en anunciar la muerte de su hermano, prometiendo justicia para los apresados y omitiendo el hecho de que estos ya estaban muertos. Job Pim, sin embargo, siguió preso dos años más.

#### Gobierno de Eleazar López Contreras

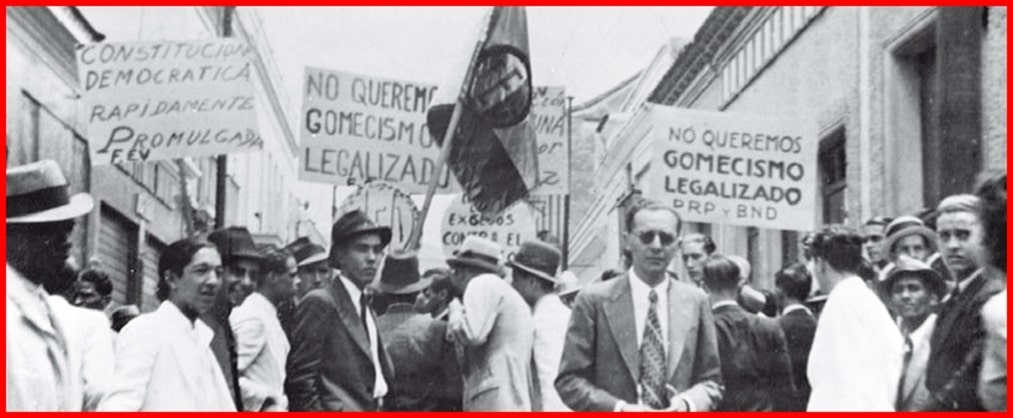
Protestas antigomecistas en 1936.

Después de la Manifestación del 14 de febrero de 1936 que saldo con 6 muertos y 150 heridos, el gobierno de Eleazar López Contreras aprobó la Ley Lara con la finalidad de controlar las manifestaciones políticas de la oposición y reprimirlas si era necesario. Debido a esta ley Rómulo Betancourt se marcha al exilio. La huelga petrolera en Venezuela de 1936 fue reprimida.

#### Trienio Adeco
Después del golpe de Estado en Venezuela de 1945, varios funcionarios públicos salieron al exilio incluyendo al mismo presidente Isaías Medina Angarita, a Pedro Estrada, Luis Gerónimo Pietri y Eleazar López Contreras. El 26 de diciembre de 1946 se crea una comisión para investigar supuestas tortura a los detenidos políticos, las investigaciones concluyen en que afirmativamente hubo casos de violaciones a los derechos humanos. La junta revolucionaria de gobierno procede a destituir a los responsables de sus cargos. El 11 de enero de 1947 el gobierno procede a liberar a todos los presos políticos que denuncian haber sido torturados.
El 19 de mayo de 1948 inició una huelga general universitaria exigiendo acelerar las reformas universitarias. Rafael Caldera apoyó estas manifestaciones y apenas dos días después ocurrió un atropello policial contra su persona, donde la policía le lanzó seis bombas lacrimógenas a él y su acompañantes a la salida una reunión del partido. Poco después se vieron clausuradas temporalmente las actividades universitarias por Decreto del Consejo Universitario hasta septiembre. Otro hecho importante ocurrió el 9 de noviembre de 1948 cuando milicias de Acción Democrática realizaron un asalto al mitin de Copei, provocando el caos al atacar a pedradas a los dirigentes copeyanos en Puerto Cabello, hecho que fue repudiado de parte de Copei y la Unión Republicana Democrática, calificandolo de antidemocrático y bochornoso.

#### Dictadura de la Junta de Gobierno
El Golpe de Estado en Venezuela de 1948 provocó la ilegalización de Acción Democrática. Después de la Huelga petrolera en Venezuela de 1950, el presidente Carlos Delgado Chalbaud ilegaliza el Partido Comunista de Venezuela. Tras el asesinato de Carlos Delgado Chalbaud, su cabecilla Rafael Simón Urbina es ejecutado extrajudicialmente. El 29 de septiembre de 1951 un alzamiento campesino en la región de Turén y Villa Bruzual del estado Portuguesa fue reprimido por las fuerzas de seguridad del Estado (Seguridad Nacional), dejando muertos a un número no esclarecido de personas.

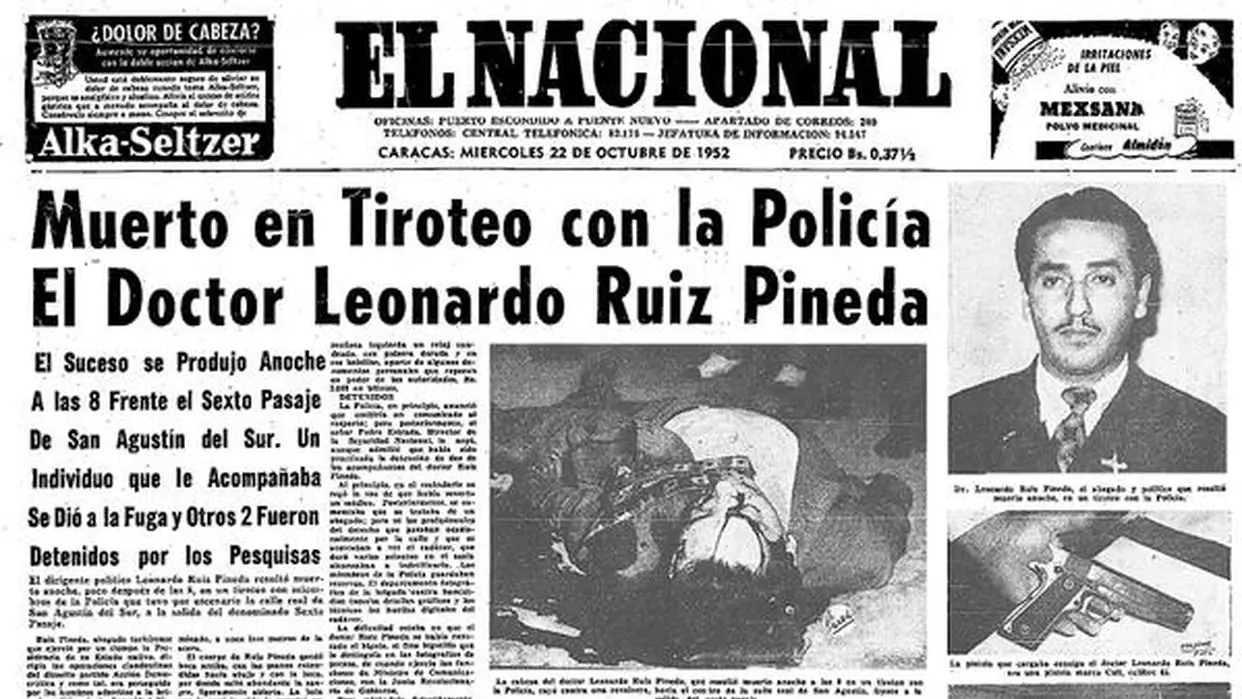
Portada del periódico El Nacional informando sobre la muerte de Ruiz Pineda.

El 21 de octubre de 1952 Leonardo Ruiz Pineda muere en un enfrentamiento con la dirección de Seguridad Nacional, 2 días después Germán González dueño del automóvil donde se trasladaba Ruiz Pineda se presenta voluntariamente a la sede de la Seguridad Nacional para informar que no formaba parte de ningún movimiento clandestino, sin embargo es asesinado. Misma suerte corre Cástor Nieves Ríos en octubre de ese mismo año.

En 1953 Ramón Alirio García fue asesinado en Caracas, poco después el capitán Wilfrido Omaña  sufriría el mismo destino tras ser delatado por Luis Tirado Alcalá.  Mientras Alberto Carnevali es detenido y enfermo de cáncer murió en prisión. Eloy Tarazona corre el mismo destino tras morir de inanición en una prisión de Caracas. Antonio Pinto Salinas fue asesinado por la Seguridad Nacional ese mismo año.

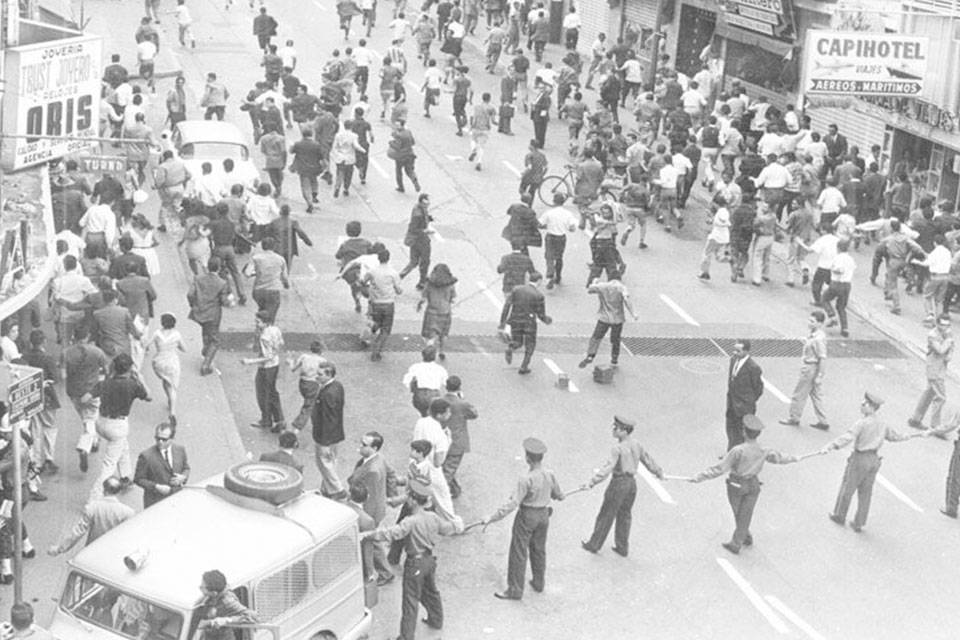
Protestas en contra de la dictadura de Marcos Pérez Jiménez.

En 1954 Luis Hurtado Higuera fue torturado y desaparecido, apareciendo muerto posteriormente. El teniente León Droz Blanco quien se encontraba exiliado en Colombia fue asesinado ese mismo año por Braulio Barreto, enviado por la dirección de Seguridad Nacional.  En 1955 fue asesinado Jesús Alberto Blanco. En 1957 el cantante Genaro Salinas por un funcionario de la Seguridad Nacional. Durante la dictadura militar hubo más de 4000 prisioneros políticos.

#### Bipartidismo

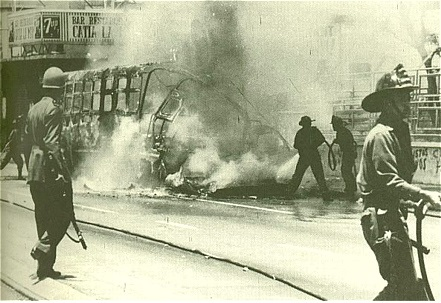
Manifestaciones por el arresto de militantes del Movimiento de Izquierda Revolucionaria en 1960.

El 9 de mayo de 1962 fueron inhabilitados el Partido Comunista de Venezuela (PCV) y el Movimiento de Izquierda Revolucionaria por parte del gobierno de Rómulo Betancourt. Estos lideraron una lucha armada que duró hasta el primer gobierno de Rafael Caldera. Rómulo Betancourt puso a su Ministro del Interior Carlos Andrés Pérez a cargo de la respuesta de los grupos subversivos, quien desempeñó un papel clave en la temprana respuesta del gobierno venezolano al movimiento guerrillero. Hubo múltiples manifestaciones violentas de sectores de extrema izquierda que dejaron múltiples muertos y heridos durante su gobierno.
El gobierno de Rómulo Betancourt, en respuesta al asalto al Tren del Encanto, intervino en el Congreso Nacional y encarceló, a pesar de su inmunidad parlamentaria, a los miembros de los partidos de izquierda que formaban parte de las fracciones parlamentarias, el PCV y el MIR, entre ellosː los hermanos Gustavo y Eduardo Machado, Jesús Faría, Pompeyo Márquez, Domingo Alberto Rangel, Simón Sáez Mérida, Jesús María Casal Montbrum y Jesús Villavicencio. En los siguientes días apresaron a Pedro Ortega Díaz y Guillermo García Ponce. Jesús María Casal fue desterrado en 1966, exiliándose en Italia.
Según la Revista SIC, el Estado en Venezuela tuvo la «experiencia en los años 60 de realizar la mayor cantidad de personas desaparecidas por fuerzas policiales o militares en el continente».
Durante el gobierno de Raúl Leoni, el profesor Alberto Lovera fue asesinado por funcionarios de la Dirección de los Servicios de Inteligencia y Prevención debido a su colaboración con las Fuerzas Armadas de Liberación Nacional.
Años después el diputado y periodista José Vicente Rangel en su libro Expediente Negro, denunció que durante el gobierno de Raúl Leoni existieron cerca de 300 desaparecidos en el contexto de la lucha contra las Fuerzas Armadas de Liberación Nacional. 
En 1969, el entonces presidente Rafael Caldera ordenó la intervención y allanamiento de la Universidad Central de Venezuela por parte de las Fuerzas Armadas de Cooperación Nacional y la Policía Metropolitana, en la operación Canguro.
En 1976, durante el primer gobierno de Carlos Andrés Pérez, el dirigente de Movimiento de Izquierda Revolucionaria y fundador de la Liga Socialista, Jorge Antonio Rodríguez, fue capturado por agentes de la Dirección General Sectorial de los Servicios de Inteligencia y Prevención (DISIP), quienes lo torturaron en represalia del secuestro que había realizado al empresario estadounidense William Niehous. El fiscal general de la república denunció su asesinato, que conmovió a la opinión pública en todo el país debido a los excesos cometidos por las fuerzas de seguridad del Estado.
En 1982, una operación militar llevada a cabo por fuerzas de seguridad del gobierno de Luis Herrera Campíns contra un grupo de guerrilleros del Frente Guerrillero Américo Silva del partido Bandera Roja en las cercanías de la ciudad de Cantaura en el Estado Anzoátegui terminó en la llamada masacre de Cantaura. Se realizó un bombardeo a un campamento compuesto por cerca de 41 guerrilleros, de los que fallecieron 23.
Bajo el gobierno de Jaime Lusinchi, la Dirección de los Servicios de Inteligencia y Prevención (DISIP) detuvo, torturó y ejecutó a nueve activistas sociales bajo el pretexto de que eran guerrilleros en la masacre de Yumare, en Yaracuy, ocurrida en mayo de 1986. En 1987 las manifestaciones del Marzo merideño saldaron con un muerto, 70 heridos y varios estudiantes detenidos, además se declaró un toque de queda en la ciudad de Mérida y esta fue militarizada declarándola en Estado de Sitio.
En 1988 se perpetró la masacre de El Amparo, en el Estado Apure, cuando efectivos militares y policiales del Comando Específico José Antonio Páez pretendieron asesinar a miembros de las guerrillas colombianas en una confusión que resultó en 14 pescadores venezolanos asesinados.
Durante el Segundo intento de golpe de Estado de Venezuela de 1992, la Guardia Nacional perpetró la masacre del Retén de Catia, esto dio pie a un investigación de la Corte IDH por la ejecución extrajudicial de 37 reclusos.
En 1999, la Corte Interamericana de Derechos Humanos dictaminó que el gobierno de Carlos Andrés Pérez había cometido diversas violaciones de los derechos humanos de los ciudadanos, entre ellas, ejecuciones extrajudiciales, durante el Caracazo.
En junio de 1994 el presidente Rafael Caldera ordenó la suspensión de las garantías constitucionales.

### SigloXXI

#### Golpe de Estado de 2002
La Corte Interamericana de Derechos Humanos declaró que durante el golpe de Estado de 2002 «distintos cuerpos de seguridad practicaron allanamientos y detenciones de funcionarios del gobierno derrocado».

#### Gobierno de Hugo Chávez
En 2001 desde el gobierno de Hugo Chávez crearon los Círculos bolivarianos, bautizados como círculos del terror por la oposición al chavismo por su papel en la represión a las protestas antigubernamentales. Durante las protestas en Venezuela de 2004 ocurrieron 16 asesinatos. También se denunciaron torturas contra los manifestantes detenidos.
En 2007 ocurrieron protestas por el cierre del canal RCTV, de tendencia opositora al gobierno de Hugo Chávez, las cuales fueron reprimidas y terminaron con cuatro estudiantes heridos. Ese mismo año una persona fue asesinada y otras 80 fueron detenidas durante las protestas en contra del proyecto gubernamental de reforma a la Constitución.
Un informe del Instituto Internacional de Estudios Estratégicos respecto a una investigación realizada a una computadora incautada a Raúl Reyes, guerrillero de las FARC asesinado durante la operación Fénix reveló en 2011 que Reyes se había reunido con un representante del gobierno de Chávez que le había pedido que asesinara a Henry López Sisco, un antiguo miembro de la Dirección de los Servicios de Inteligencia y Prevención (DISIP). La Corte Suprema de Justicia de Colombia, sin embargo, consideró ilegal la incautación y anuló el material como posible evidencia ese mismo año.

#### Gobierno de Nicolás Maduro

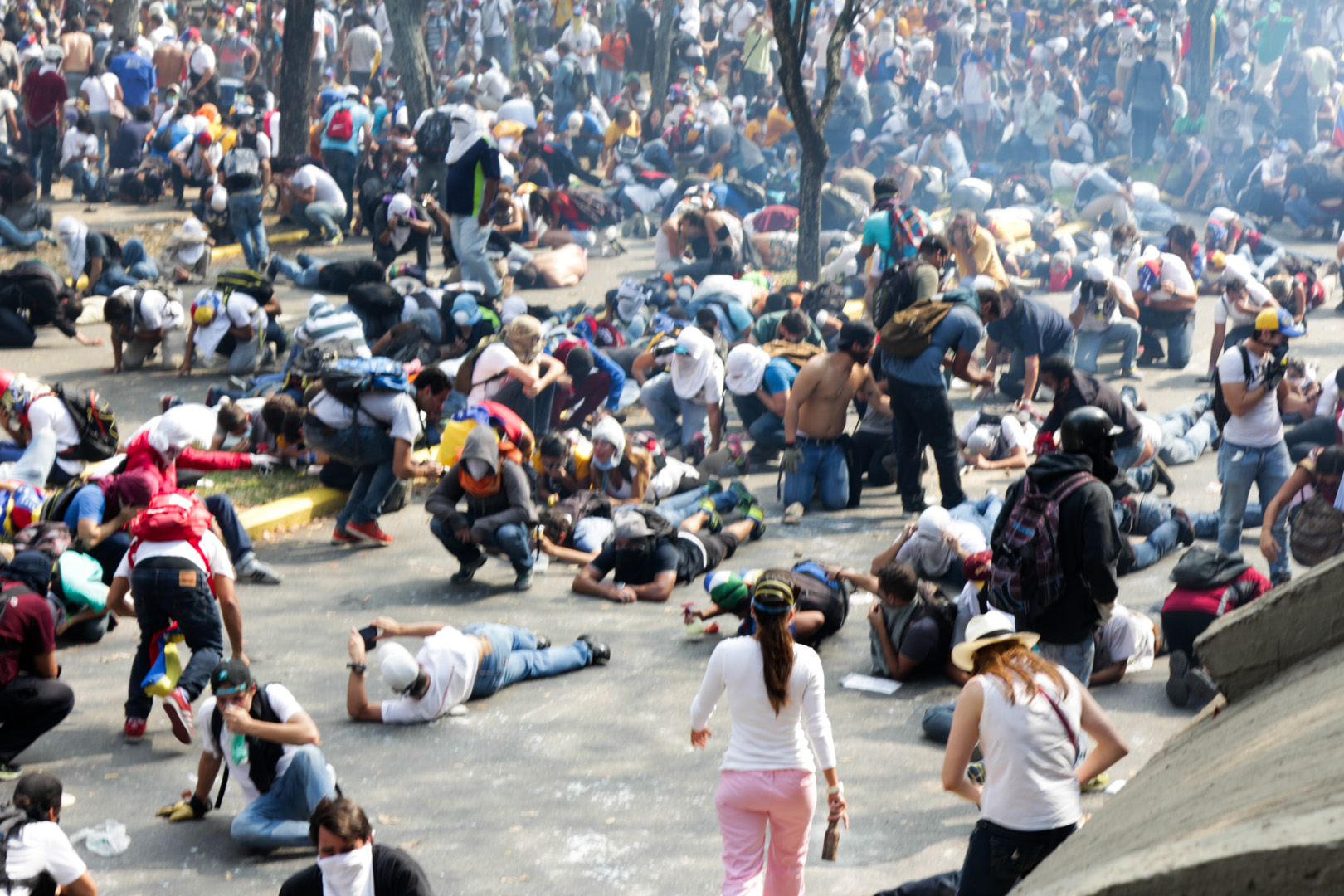
Protestas en Venezuela de 2014.

Las protestas de 2014 en contra del primer gobierno de Nicolás Maduro terminaron con un saldo de 43 fallecidos, más de 486 heridos y 1854 detenidos, según un informe de la Fiscalía General de la República y 33 casos de tortura, según el Foro Penal Venezolano. Las protestas de 2017, por su parte, terminaron con un saldo de 163 muertos, 2977 heridos y 1351 detenidos, según el Foro Penal Venezolano.
El Consejo de Derechos Humanos de la ONU abrió la Misión Internacional Independiente de determinación de los hechos sobre Venezuela después de una resolución a raíz la publicación del informe Bachelet presentado en 2019, que dice que desde 2016 el gobierno de Maduro y las instituciones del Estado han puesto en práctica una estrategia «orientada a neutralizar, reprimir y criminalizar a la oposición política y a quienes critican al gobierno», denunciando la ejecución extrajudicial de 6.800 personas por parte de las fuerzas del Estado en Venezuela entre enero de 2018 y mayo de 2019.

##### Represión política mediante el poder judicial
Una actualización del informe Bachelet en 2020 describe que «uno de los elementos que contribuyen a las violaciones y delitos determinados por la Misión es la falta de independencia del Poder Judicial» y relata cómo algunos jueces y fiscales han sido objeto de persecución penal a raíz de las decisiones que han adoptado.
El 15 de junio de 2020, el año de elecciones parlamentarias en el país, el Tribunal Supremo de Justicia (TSJ) suspendió la junta directiva del partido Acción Democrática para designar a una nueva presidida por José Bernabé Gutiérrez, días después de que su hermano José Luis Gutiérrez fuera designado por el alto tribunal como rector del Consejo Nacional Electoral. Bernabé Gutiérrez fue expulsado del partido al día siguiente. El 17 de junio, el TSJ procedió a tomar la misma medida con el partido Primero Justicia y nombró una junta directiva ad hoc.El 18 de agosto, el TSJ intervino adicionalmente al partido de extrema izquierda Tupamaro, otorgándole la directiva del partido a una junta ad hoc para que utilizara los cargos, el nombre, la tarjeta electoral, los símbolos y los emblemas electorales del partido.
En agosto de 2023 el Tribunal Supremo de Justicia intervino a la junta del Partido Comunista de Venezuela, designando una nueva junta ad hoc.

##### Investigación de la Corte Penal Internacional
Desde 2021 la Corte Penal Internacional lleva una investigación sobre crímenes de lesa humanidad cometidos por el gobierno de Nicolás Maduro desde las abril de 2017.

## Represión política transnacional
La dictadura de Cipriano Castro financió rebeldes que trataron de invadir Colombia, enfrentándose al gobierno colombiano en la batalla de Carazúa con resultados negativos con la intención final de restaurar la Gran Colombia.
La dictadura de Marcos Pérez Jiménez participó en la Invasión de Costa Rica de 1955 junto al dictador nicaragüense Anastasio Somoza en un intento de derrocar al presidente José Figueres Ferrer.
Un cable filtrado de Wikileaks reveló que la embajada de Estados Unidos en Ecuador le había comunicado al departamento de Estado de Estados Unidos que creían que el gobierno de Chávez estaba entrenando guerrilleros en Venezuela para apoyar a la izquierda política en Ecuador desde 2004 y desestabilizar al gobierno de Lucio Gutiérrez. Gutiérrez después se refirió a las filtraciones de Wikileaks para acusar a Hugo Chávez de ser parte de un supuesto complot que llevó a su salida del gobierno.